# USS Roosevelt (DDG-80)
O USS Roosevelt é um contratorpedeiro da classe Arleigh Burke pertencente a Marinha de Guerra dos Estados Unidos.